# Người đàn ông tốt

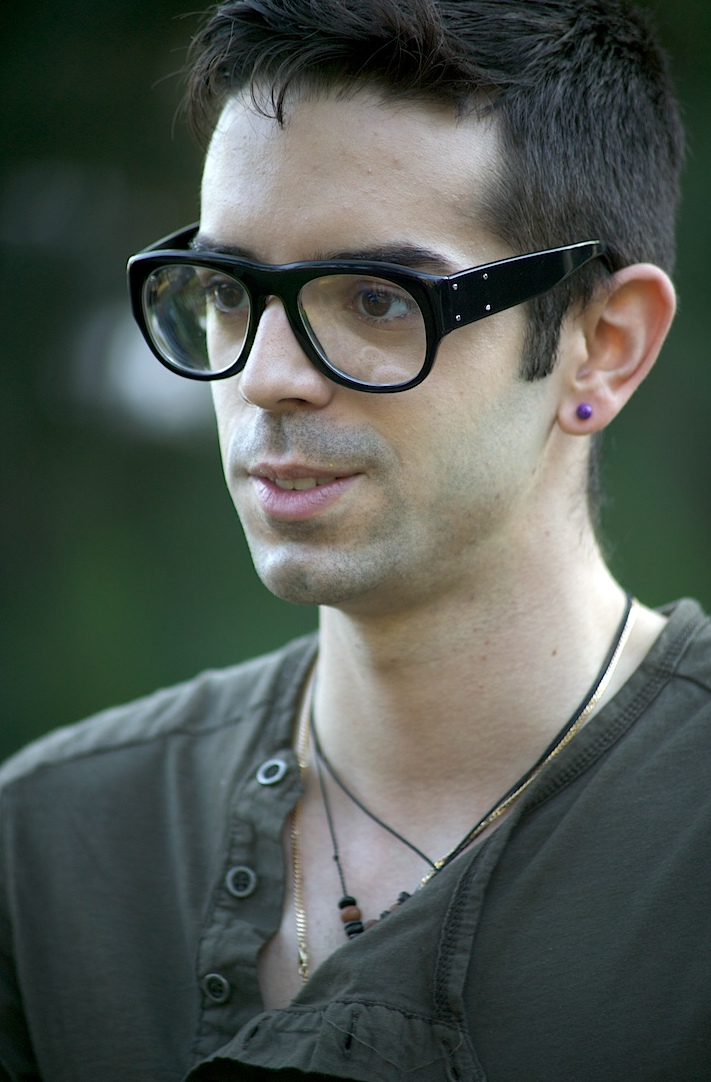
Một diễn viên nhập vai người đàn ông tốt

Một người đàn ông tốt hay một chàng trai tử tế (Nice guy) là thuật ngữ được nhắc đến nhiều trong công luận nói chung, trong xã hội, báo chí và trong văn hóa đại chúng để chỉ về một người đàn ông trưởng thành hoặc nam thanh niên với những đặc điểm tính cách thân thiện, tốt bụng nhưng không quá quyết đoán và lấn át trong bối cảnh của một mối quan hệ với một người phụ nữ. Sự mô tả một người là "tốt bụng", "tử tế" được sử dụng cả hai nghĩa tích cực hay tiêu cực. Khi được sử dụng tích cực, người đàn ông tốt được dùng để ngụ ý một người đàn ông chân thật, người mà luôn đặt nhu cầu của người khác trước trên trước chính mình, tức luôn luôn quan tâm đến người khác nhất là với phụ nữ. Đây một mẫu người đàn ông đích thực, trưởng thành, chững chạc, có trách nhiệm, luôn thấu hiểu, thành thật, luôn quan tâm chia sẻ những tâm sự, tâm tư của người phụ nữ cũng như với nhiều người khác, anh ta cư xử tốt với mọi người. Trong bối cảnh của một mối quan hệ tình cảm, nó cũng có thể là đặc điểm của sự chân thành, thật lòng, sự ân cần, lãng mạn, lịch thiệp, lịch lãm, trách nhiệm, sự tự trọng và tôn trọng và đem lại những cảm tình, thiện cảm với phụ nữ. Nói chung, đây là một mẫu đàn ông thực sự tốt, có giá trị và đáng trân trọng. 
Khi được sử dụng trong bối cảnh có phần tiêu cực về quan hệ tình ái, thì một "Anh chàng tốt bụng" hay "trai ngoan" ngụ ý về một chàng trai thiếu quyết đoán hoặc quá khờ khạo, hời hợt, non nớt, dại khờ trong chuyện tình yêu, không dám thể hiện cảm xúc thật của mình. Theo đó, "người đàn ông tốt" theo nghĩa tiêu cực là thường được hiểu là những người tự nhận mình là "tốt" nhưng lại có những hành vi thụ động, tìm kiếm sự chấp thuận, hoặc cố lấy lòng phụ nữ bằng sự "tử tế" của mình để đổi lấy tình cảm, những người đàn ông này ngầm tin rằng nếu họ đủ tốt, đủ tử tế và luôn đặt nhu cầu của người khác lên trên nhu cầu của mình thì họ sẽ được yêu, được chấp nhận, được đáp trả và tìm thấy hạnh phúc. Vì thế, thuật ngữ "anh chàng tử tế" thường được dùng theo nghĩa đen hoặc nghĩa mỉa mai, để chỉ một nam giới trong mối quan hệ theo đuổi và yêu đương với một phụ nữ mà luôn tỏ ra dễ chịu, nhẹ nhàng, mềm mỏng, thấu cảm nhưng cũng là người nhạy cảm và dễ bị tổn thương. Theo nghĩa mỉa mai, "anh chàng tử tế" ám chỉ một người đàn ông thiếu quyết đoán hoặc thư sinh, yếu đuối, không hấp dẫn. Nhìn từ bên ngoài, anh ta chỉ hiện diện hoặc được nhắc đến trong bối cảnh quan hệ chạy theo một người phụ nữ như hình với bóng và anh ta chỉ tốt với mỗi cô ấy. Vị thế của anh ta trong mối quan hệ tình địch với trai hư ("Badboy"), theo đó, trái ngược với một "gã trai tốt" là một người đàn ông thường được mô tả là "thằng khốn nạn", một thuật ngữ chỉ người xấu tính, ích kỷ và vô tâm. Một người đàn ông bị gán mác "thằng khốn nạn" dựa trên cách anh ta đối xử với bạn đời, được coi là trường hợp cực đoan khi anh ta không sự nhạy cảm hay tử tế và bị coi là "đàn ông nam tính" và vô cảm.

## Hình mẫu
Trong tâm lý xã hội, người đàn ông tốt thường gắn với hình ảnh một người si tình, thiếu chính kiến, thụ động, luôn mềm mỏng, nhún nhường, luôn ân cần, lẽo đẽo theo đuổi người mình yêu, luôn bên cạnh và cố gắng làm hài lòng người phụ nữ với hy vọng sẽ được đáp lại. Anh ta thiếu đi sự tự tin, không có ranh giới rõ ràng và thường không dám thể hiện mong muốn, chính kiến, bạc nhược, thiếu quyết đoán và bản lĩnh (thậm chí là yếu đuối, quỵ lụy, nhu nhược, ủy mị, sướt mướt) khiến anh ta trở nên kém hấp dẫn, sự ổn định, dễ đoán khiến anh ta trở nên nhàm chán, nhạt nhẽo, vô hình và dần biến mất. Theo Calvin Reed thì phụ nữ không bị thu hút bởi "sự tốt bụng", "sự thỏa hiệp" hay "cảm xúc", "sự nhạy cảm" do đó không nên dựa vào sự chấp thuận của phụ nữ để có được sự hấp dẫn. Điều này đưa đến một nghịch lý khác về tâm lý là phụ nữ thích và bị thu hút bởi "trai hư" (Bad boy). Trai đểu chính là hiện thân sống động của một Animus nguyên thủy, hoang dã chưa được thuần hóa vì anh ta tự do, bất cần, dám phá vỡ quy tắc, và có một năng lượng giới tính mạnh mẽ, đó là sự hấp dẫn từ "Mặt tối vô thức" vì sức cuốn hút của những chàng trai đểu cáng còn đến từ tình trạng hỗn loạn về mặt cảm xúc mà họ mang lại. 
Nhà tâm thần học Carl Jung với lý thuyết vô thức tập thể thông qua nguyên mẫu Mặt nạ xã hội ("Persona") đã giải mã chân dung một người đàn ông vào vai một người tốt. Anh ta cư xử "tử tế" (tỏ ra dịu dàng, nhẹ nhàng, thấu cảm, ôn hòa, mềm mỏng, dịu dàng, "chính nhân quân tử") không phải vì anh ta thực sự muốn, mà vì anh ta sợ bị từ chối, sợ xung đột, sợ bỏ rơi, tâm trí anh ta chứa đầy sự bất an, cảm giác thiếu an toàn và anh ta ngầm tin rằng tử tế là cách duy nhất để được phụ nữ yêu thương, nhưng lòng tốt của anh ta là một dạng mặc cả, hạ mình cầu xin, van nài sự thương hại. Nhiều người đàn ông tốt thực chất đang sống hoàn toàn bằng lớp "Mặt nạ" (Persona) hay vỏ bọc vẻ bề ngoài, họ tin rằng nếu mình làm mọi điều đứng đắn, chuẩn mực như sự lịch thiệp, quan tâm, chiều chuộng, nhẹ nhàng, luôn cố gắng giải quyết mọi vấn đề của phụ nữ thì sẽ có được tình yêu, nhưng vấn đề là một lớp mặt nạ hoàn hảo và hào nhoáng thường thiếu đi sự chân thực và chiều sâu, nó không là một phẩm chất tự thân, từ đó tạo cảm giác đơn điệu, dễ đoán và thiếu sức sống, và người phụ nữ vẫn có khả năng cảm nhận được sự thiếu chân thực này một cách vô thức. 
Một người đàn ông tốt gặp khó khăn không chỉ bởi vì anh ta tốt, mà vì anh ta thường không trọn vẹn khi chỉ trình diện một nửa con người mình (qua lớp mặt nạ) và chối bỏ nửa còn lại (Mặt tối/góc khuất/Shadow), việc đồng nhất hóa với vai diễn người đàn ông tốt và sự thiếu chân thực của nó là vấn đề trong nhiều mối quan hệ cần sự thành thật và thẳng thắn. Trong khi đó, một người phụ nữ không ý thức về Animus của mình (nguyên mẫu nam tính trong cơ thể phụ nữ) có thể bị nó chiếm hữu, cô ta có thể trở nên thích tranh cãi, áp đặt và cực kỳ bướng bỉnh, thể hiện cái tôi đầy cá tính và nổi loạn. Trong các mối quan hệ, cô ta có thể "phóng chiếu" Animus hay tiềm năng bị dồn nén (Bóng tối vô thức) của mình lên một người đàn ông, bị thu hút một cách vô thức bởi những người thể hiện các phẩm chất mà cô khao khát nhưng chưa dám bộc lộ được ở bản thân, từ đó đưa đến sự tò mò, quan tâm, lôi cuốn, do vậy, sự "hư hỏng", phong trần của anh ta trở nên hấp dẫn vì nó tượng trưng cho sự tự do và sức mạnh mà cô ấy khao khát trong vô thức. Trai hư đại diện cho những gì bị cấm đoán, nguy hiểm và hỗn loạn, kích thích, phiêu lưu, hứng thú là sự dẫn dụ, thu hút cô ta săn tìm và đến với anh ta mặc kệ và bất chấp hậu quả, hệ lụy.
Trong khi, một người sống quá lâu trong cái "Mặt nạ" (Persona) chỉn chu, an toàn và có trật tự, cố tỏ ra hoàn hảo với bề ngoài của một "chàng trai tử tế" sẽ đưa đến cảm giác nhàm chán, tẻ nhạt, đơn điệu, dễ đoán và thiếu sức sống. Để duy trì cái mặt nạ "trai tốt", người đàn ông phải dồn nén toàn bộ "Mặt tối" của mình như sự nóng giận, "hung hăng", tính chiếm hữu, và cả năng lượng giới tính nguyên thủy, từ sự dối lòng đó anh ta trở nên thiếu đường nét cá tính, sự sắc cạnh, gai góc, thô ráp nam tính, không thể hiện chiều sâu tâm lý, không mang lại sự đam mê, khát khao, sự khó đoán và cảm giác an toàn cho phụ nữ. Anh ta quá nhún nhường và sợ hãi sự đối đầu, luôn cố gắng làm hài lòng phụ nữ, thiếu lập trường, bản tĩnh, thiếu tự tin và luôn tìm kiếm giá trị bản thân thông qua sự chấp thuận của phụ nữ, dễ bị cuốn vào cảm xúc, thường xuyên cảm thấy đau khổ, sầu muộn vì tình yêu không được đáp lại như mong đợi, thất tình. Trong khi đó thì "trai hư" mang lại một sự sinh động, cá tính, lột tả chân thực và một cảm giác được sống thực, dù lệch lạc, nhưng nó có vẻ chân thực hơn một người đàn ông "tốt tính" vốn đơn thuần chỉ sống với "mặt nạ" tốt đẹp mà chối bỏ phần còn lại của mình.
Những điều này vô hình chung trong mối quan hệ tình cảm thường đặt "người đàn ông tốt" ("trai ngoan") vào một vị thế thiệt thòi, phải chấp nhận một người phụ nữ đã chán chê với "trai hư", trải qua một hoặc nhiều mối quan hệ với "trai hư" rồi mới tỉnh ngộ tìm đến một người tử tế, nên anh ta luôn là kẻ đến sau và thực tế đang nhận lại thứ mà người khác thải bỏ đi. Đây là một khuôn mẫu điển hình "trai tốt luôn đến sau" (Nice guys finish last). Trong các tác phẩm văn chương có mô típ nhiều nữ nhân vật sau những trải nghiệm tình trường không mấy êm đềm, nếm trải cay đắng, chịu tổn thương nên cuối cùng mới nhận ra giá trị của sự ổn định và chân thành, lúc này, những người đàn ông tử tế vì thế thường xuất hiện ở tập sau của câu chuyện tình yêu, khi nữ chính đã quá mệt mỏi với những kịch tính. Quan điểm "trai ngoan xếp sau" trong các mối quan hệ cho rằng có sự khác biệt giữa sở thích mà phụ nữ nêu ra và lựa chọn thực tế của họ về đàn ông, phụ nữ nói rằng họ muốn những "chàng trai tốt", nhưng cuối cùng lại thực sự tìm kiếm những người đàn ông "tồi tệ" hoặc "trai hư", dân chơi, điều này có thể khiến đàn ông nản lòng trong việc cố gắng quan hệ tình dục không ràng buộc với phụ nữ và cả trong việc theo đuổi các mối quan hệ lãng mạn. 
Vì niềm tin này, đàn ông ít có khả năng theo đuổi mối quan hệ lãng mạn với phụ nữ nếu họ tự nhận mình là những "chàng trai tốt". Nếu họ không tin rằng phụ nữ sẽ bị thu hút về mặt tình dục hoặc tình cảm từ phía họ, vì những đặc điểm nữ tính hoặc "tốt bụng", "tử tế" của họ, thì họ có thể sẽ lo lắng và đè nén tình ái, có thể là một đặc điểm khác dẫn đến việc phụ nữ thích những gã tồi. Nói cách khác, những người đàn ông tự tin hơn và ít lo lắng hơn nếu bị nhìn nhận theo một cách nào đó sẽ có nhiều khả năng có mối quan hệ tình dục lãng mạn hoặc tình cờ với người phụ nữ họ chọn. Theo nhà tâm lý học Arthur Schopenhauer thì một người tử tế không phải là một hình mẫu đáng ngưỡng mộ hay là một lựa chọn lý tưởng cho hạnh phúc, ông xem anh ta là nạn nhân hoàn hảo và bi kịch nhất của một sự lừa dối vũ trụ. Cá nhân người đàn ông đó lầm tưởng rằng mình đang hành động một cách hợp lý và tốt bụng khi chọn một người bạn đời để chăm sóc, xây dựng gia đình. Anh ta nghĩ rằng mình đang theo đuổi hạnh phúc nhưng thực chất, anh ta chỉ là một nô lệ, một con rối bị Ý chí của giống loài ("Genius der Gattung") điều khiển. Chính ý chí sinh tồn đã cấy vào đầu anh ta ảo ảnh về tình yêu và hạnh phúc hôn nhân khiến anh ta mắc kẹt vào cái bẫy cố gắng trở thành một người chồng, người cha tốt để nhận lãnh trách nhiệm sau này, đó là cái giá phải trả cho việc phục vụ mục đích của giống loài.

## Phẩm chất
Nhìn chung, một mẫu người đàn ông tốt chân chính là mong muốn của chị em phụ nữ trong việc tìm kiếm một tấm chồng cho riêng mình. Một người đàn ông tốt như thế nào tùy thuộc vào quan điểm và cách nhìn nhận của người phụ nữ cụ thể, tuy nhiên có một số đặc điểm chung để nhận dạng một người đàn ông tốt hay các phẩm chất ở một người đàn ông tốt gồm:
- Là một người ân cần và tôn trọng: Biết chăm sóc và có thái độ tôn trọng với người phụ nữ của mình có lẽ là biểu hiện rõ ràng nhất của một người đàn ông tốt, họ sẽ không làm tổn thương nửa kia. Điều này thể hiện sự luôn chân thành, tận tình và chung thủy.[18] nhất là luôn tôn trọng tất cả phụ nữ chứ không chỉ riêng người anh ta theo đuổi.
- Là một người chân thành và đôi khi phải biết nấu nướng.
- Là người thông minh và có trách nhiệm: Một anh chàng thông minh và có trách nhiệm sẽ biết cách chăm sóc cho chính mình và gia đình anh ta, họ thể hiện sự chuyên nghiệp trong công việc và biết kiểm soát hành động, lời nói cũng như cảm xúc của bản thân. Nhân vật Peter Parker/Người nhện (Spider-Man) là mẫu người này. Dù phải đối mặt với vô vàn khó khăn và gánh nặng trách nhiệm, Peter Parker vẫn giữ được sự tốt bụng, chính trực và luôn đặt lợi ích của người khác lên trên mình. Anh ấy luôn cố gắng giúp đỡ mọi người, dù chỉ là những việc nhỏ nhặt nhất.
- Một người không nói dối, không phản bội, đáng yêu, tốt bụng và hết mực chung thủy, là người biết cảm thông, có khả năng hiểu cho người khác, biết đặt mình vào địa vị người khác mà trải nghiệm những cảm xúc của họ. Trong đó, tính chính trực là tiêu chuẩn quan trọng nhất.[19]
- Là người dịu dàng, biết quan tâm: Những người đàn ông hiền lành chân chất lại tốt, nói thẳng họ quan tâm, chăm sóc và đối xử dịu dàng khiến đối tượng vui lòng.
- Là mẫu người biết dung hòa: Đàn ông phải có khả năng thích nghi và dung hòa, do đó họ là người biết chấp nhận những khác biệt, từ đó giúp mối quan hệ êm đẹp. Luôn lắng nghe lời người mình yêu, luôn lắng nghe quan điểm và không ngắt lời.
- Lạc quan và vui vẻ: Họ có tính khí, quan điểm sống tích cực để dù gặp bất kỳ khó khăn nào, cũng giữ vững tinh thần.
- Đàn ông tốt không hứa nhiều, đôi khi họ không lãng mạn nhưng giản dị, không hoa mỹ nhưng chân thành. Điều này cũng dẫn đến nguy cơ họ không thể kiếm được vợ và người yêu cho riêng mình vì phụ nữ thường bị hấp dẫn bởi những người đàn ông miệng lưỡi, giỏi hứa hẹn hơn.[20]
- Phải có thu nhập: Tình cảm cũng cần phải xây dựng trên cơ sở vật chất, sự lãng mạn không có tiền chỉ là sự lãng mạn đắng cay. Tuy nhiên, đàn ông cũng không nên có nhiều tiền quá vì nhiều quá sẽ sinh hư.
- Luôn phấn đấu, nỗ lực cho công việc, luôn ủng hộ đối tác trong công việc, không ra lệnh hay bắt buộc đối tác phải thay đổi theo ý mình.

Cần lưu ý rằng một người đàn ông tốt không chỉ đơn thuần là những anh chàng bóng bẩy, đẹp trai, hài hước, giỏi ăn nói thường rất hấp dẫn phái đẹp, nhất là phút đầu tiên, hoặc là người đàn ông có tiền, có nhà, có xe, đẹp trai, học giỏi, tài năng, phong độ, khí chất, thành công, sự nghiệp mà một chàng trai tốt phải là ở nhân phẩm, đạo đức, cách hành xử và điều này được xác định qua thời gian. Cũng có tâm sự chia sẻ của phụ nữ Việt Nam trong thời nay cho rằng, chỉ là người tốt thôi thì chưa đủ mà cần phải có thêm nhiều điều kiện khác mới có thể hạnh phúc. Người đàn ông khi không nhầm lẫn lòng tốt với sự yếu đuối, sự tử tế với việc thiếu đi bản lĩnh, nam tính.